# Sławomir Pawelski
Sławomir Jan Pawelski (ur. 15 maja 1922 w Przasnyszu, zm. 22 października 2014 w Warszawie) – profesor zwyczajny dr hab. nauk medycznych, hematolog.
Syn Mieczysława i Anny Józefy z Krassowskich. W 1948 ukończył studia na Wydziale Lekarskim Uniwersytetu Warszawskiego. W 1967 uzyskał tytuł profesora nauk medycznych. W latach 1988–1991 był dyrektorem Instytutu Hematologii w Warszawie (dziś Instytut Hematologii i Transfuzjologii). Autor i redaktor wielu prac naukowych. Kilku wydań doczekała się jego praca, napisana wspólnie ze Stanisławem Majem Normy i kliniczna interpretacja badań diagnostycznych w medycynie wewnętrznej.
Brat architekta Zbigniewa Pawelskiego.